# Суяргулово
Суяргу́лово (рос. Суяргулово, башк. Һөйәрғол) — присілок у складі Учалинського району Башкортостану, Росія. Входить до складу Новобайрамгуловської сільської ради.
Населення — 90 осіб (2010; 113 в 2002).
Національний склад:
- башкири — 98%